# Дуйгу Кесер
Дуйгу Кесер (на турски: Duygu Keser) е турска актриса.

## Биография
Дуйгу Кесер е родена на 2 март 1984 година в град Измир, Турция.

## Филмография
| Година | Филм                 | Роля    |        |
| ------ | -------------------- | ------- | ------ |
| 2006   | Bebeğim              |         | Сериал |
| 2007   | Sıla                 | Фериде  | Сериал |
| 2009   | Çocukluk Günleri     |         | Сериал |
| 2009   | Küçük Kadınlar       | Зейджан | Сериал |
| 2011   | Elde Var Hayat Sınav | Дуру    | Сериал |